# 클로버필드
《클로버필드》(영어: Cloverfield)는 2008년에 개봉한 파운드 푸티지 괴수 영화이다. 맷 리브스가 감독했으며, J. J. 에이브럼스와 브라이언 버크가 제작하고 드루 고더드가 각본을 썼다.
2007년 7월 입소문 광고 전략의 일종으로 영화 《트랜스포머》 월드 프리미어에서 짧은 예고편 하나를 제목 없이 공개하면서 세상에 처음 존재를 알렸다. 2007년 11월 16일 두 번째 예고편이 《베오울프》의 미국 개봉과 함께 발표되면서 영화 최종 제목이 알려졌다.
시네마 베리테 양식으로 촬영, 편집되어 전체 영화 장면이 디지털 핸드 헬드 카메라 한 대로만 찍힌 것처럼 구성되었다.
프랜차이즈화되었으며 2016년 《클로버필드 10번지》가, 2018년 《클로버필드 패러독스》가 공개되었다.

## 줄거리
이 영화는 센트럴 파크였던 'US-447' 지역에서 발견된 사건명 "클로버필드"의 캠코더 영상이라는 국방부 설명으로 시작된다.
4월 27일 오전 6시 42분, 롭 호킨스(마이클 스탈데이비드 분)는 오랜 친구인 베스 매킨타이어(오뎃 유스트먼 분)의 아버지 집에서 깨어난다. 이 아파트는 콜럼버스 서클에 위치해있다.
5월 22일 롭의 형 제이슨(마이크 보걸 분)과 그의 여자친구 릴리 포드(제시카 루커스 분)는 맨해튼의 한 아파트에서 열릴 롭의 작별 파티를 준비한다. 롭은 일본의 한 회사 부회장이 돼 일본으로 이주를 하게 된 상황이다.
롭의 절친한 친구 허드 플랫(T.J. 밀러 분)은 제이슨에게 캠코더를 받고, 친구 및 가족들과 작별 인사 인터뷰를 하며 촬영을 한다. 좋아하는 말레이나(리지 캐플런 분)에게는 장난을 쳐보기도 하지만 소용이 없다. 베스가 트래비스라는 남자와 동행하여 도착하자 롭은 화가 난다. 릴리가 롭과 베스가 잤다는 얘기를 하고, 허드는 그 얘기를 퍼트리고 다닌다. 베스는 롭과 말다툼을 하다가 파티에서 나간다.
파티 도중 갑작스럽게 지진이 발생한듯 건물이 흔들리고 몇 차례 정전이 일어난다. 전원이 다시 들어오자 모두 TV를 틀어 뉴스를 보기 시작하는데 뉴욕항 리버티섬 근처에서 유조선이 전복됐다는 소식이 나온다. 모두가 어떤 상황인지 더 잘 보기 위해 옥상으로 향하다가 유조선이 폭파되는 것을 목격하고, 날아오는 불덩이를 피해 밖으로 대피한다.
밖으로 나온 허드가 두 초고층 건물 사이의 거대한 괴물을 촬영하고 있는 와중에 갑자기 자유의 여신상의 머리가 날라와 이들 근처에 전복된 차와 충돌한다. 롭, 제이슨, 허드, 릴리는 서둘러 가까운 편의점에 대피한다. 혼란스러운 상황이 지나가자 이들은 나가서 말레이나를 찾고, 말레이나는 괴물이 사람을 먹는 걸 보았다고 얘기한다.
롭, 제이슨, 허드, 말레이나, 릴리는 브루클린교로 대피하는 사람들 무리에 가담한다. 걷는 도중 갑자기 괴물의 꼬리가 다리를 공격하여 지나가던 많은 사람들과 롭의 형 제이슨이 사망한다.
남은 넷은 다시 맨해튼으로 돌아온다. 롭은 가까운 전자 상가에서 휴대 전화 배터리를 찾는다. 뉴스에서는 군인들이 괴물 몸에서 떨어져 나온 개 크기만한 알 수 없는 기생형 절지동물에게 공격 받는 장면이 방송된다.
롭은 타임 워너 센터 아파트에 갇혔다는 베스의 문자를 받는다. 롭 일동은 몇 번의 대화 끝에 베스를 구출하러 미드타운맨해튼으로 가기로 결심하는데...

## 출연
- 리지 캐플런 - 말레이나 다이아몬드 역
- 제시카 루커스 - 릴리 포드 역
- T.J. 밀러 - 허드슨 "허드" 플랫 역
- 마이클 스탈데이비드 - 로버트 "롭" 호킨스 역
- 마이크 보걸 - 제이슨 호킨스 역
- 오뎃 유스트먼 - 엘리자베스 "베스" 매킨타이어 역
- 벤 펠드먼 - 트래비스 머렐로 역
- 마고 팔리 - 젠 역
- 시오 로시 - 앤토니오 역
- 켈빈 유 - 클라크 역
- 브라이언 클러그먼 - 찰리 역
- 빌리 브라운 - 프라이스 병장 역
- 안줄 니감
- 리자 러피라
- 릴리 미로지닉

## 제작

### 촬영 양식

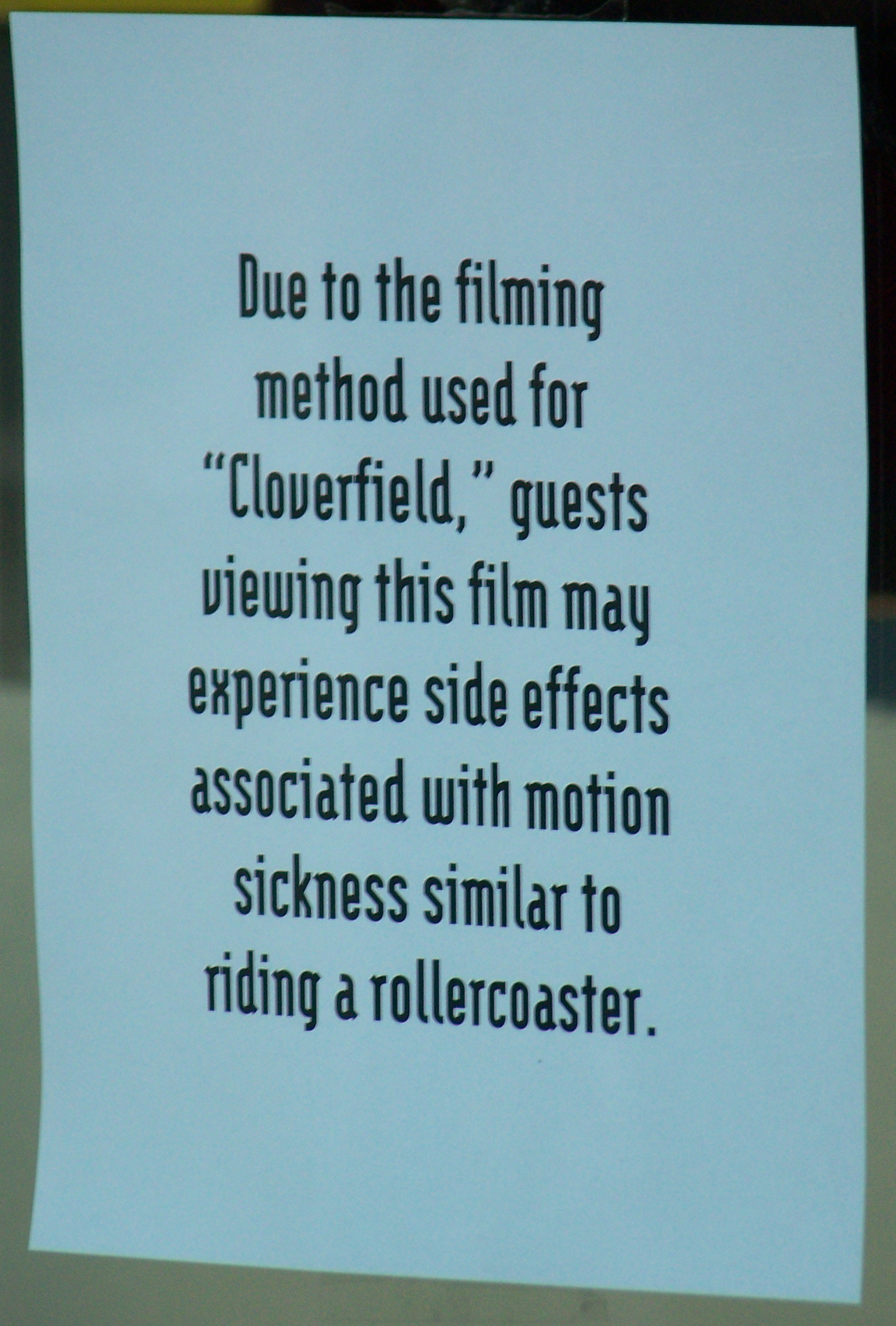
AMC 영화관에 붙어 있던 문구. 영화 시청시 마치 롤러코스터를 타는 듯한 어지러움을 느낄 수 있다며 경고하고 있다.

이 영화는 화면을 흔들며 촬영하는 기법을 사용했기 때문에 직접 그 현장에 있는 것 같은 느낌을 주지만 현기증이나 멀미, 체온 저하 등을 유발한다. 그런 이유로 몇몇의 영화관에서는 촬영 방식에 대해 설명하며 경고하는 문구를 붙여놓기도 했다.

## 기타 제작진
- 배역: 얼리사 와이스버그
- 미술: 마틴 휘스트
- 세트: 로버트 그린필드
- 의상: 엘런 미로지닉
- 괴물 디자이너: 네빌 페이지
- 시각 효과 제작자: 샨탈 페갈리

## 홍보

### 만화책
2008년 1월 11일 이 영화의 프리퀄이자 스핀 오프인 만화 "클로버필드/KISHIN"(クローバーフィールド/KISHIN) 1화가 월간 소년 에이스 웹사이트에 게재되었다. 도가와 요시키가 그리고, 일본 주요 출판사 가도카와 쇼텐과 파라마운트사가 공동 제작하였다. 총 4화가 연재되었으며 단행본은 2008년 8월 26일 발간되었다.
아이바 기신이라는 이름의 일본인 학생이 심한 따돌림을 당하는 이야기와 '다구루아토'(タグルアト) 시추 회사의 화물선이 수수께끼의 대형화물을 운반하는 과정을 동시에 진행하고 있는 것처럼 그린 만화이다. 주인공이 체육용구실에 갇혀 분노를 폭발시키는 순간 괴물이 깨어나는 것으로 묘사되어있다.

## 시청 등급
- 대한민국: 15세 관람가
- 미국: PG-13